# EASA Futebol Clube
EASA Futebol Clube é um clube brasileiro de futebol com sede na cidade de Corumbá, no estado de Mato Grosso do Sul.
Em 1987 o clube foi campeão do Campeonato Sul-Mato-Grossense da Segunda Divisão

## Títulos

### Estaduais
- Campeonato Sul-Mato-Grossense da Segunda Divisão: 1987.